# Ермакова, Анастасия Геннадьевна
Анастасия Геннадьевна Ермакова (род. 23 августа 1974, Москва) — российская писательница, поэтесса, литературный критик, биограф, публицист, журналист. Член Союза писателей России. Лауреат премии Лермонтова (2010), дипломант Бунинской премии (2011).

## Биография
Родилась в Москве 23 июля в 1974 году. После завершения обучения в школе поступила учиться в Московский металлургический институт, который успешно закончила. Затем поступила и получила образование в Литературном институте имени Максима Горького. 
Длительное время работает в "Литературной газете", заместитель главного редактора. Является шеф-редактором проекта «Многоязыкая Лира России», который ориентирован на развитие национальной литературы. 
Член Союза писателей России. Её литературные работы публиковались в журналах: «Знамя», «Дружба народов», «Арион», «Дети Ра», «Октябрь» и других, а также в литературном сборнике «Женская проза “нулевых”». Её проза и стихи переводились на македонский, венгерский и болгарский языки. 
В 2010 году за книгу "Точки радости" была удостоена всероссийской литературной премией имени Лермонтова. В 2010, а затем и в 2015 году она попадала в лонг-лист премии "Ясная Поляна". В 2011 году стала дипломантом Бунинской премии. В 2015 году издательство «Дикси Пресс» издало роман Ермаковой «Пластилин», который вошёл в шорт-лист Горьковской премии и получил самые высокие оценки критиков. В это же время московское издательство «У Никитских ворот» опубликовало сборник поэтических произведений А. Ермаковой «Предметы первой необходимости», именно здесь читатель нашёл её избранную поэзию за 2005–2015 годы.
Проживает в Москве.

## Награды и премии
- 2010 - лауреат Всероссийская литературная премия имени Михаила Юрьевича Лермонтова;
- 2010 - лонг-лист премии Ясная Поляна (премия);
- 2011 - дипломант Бунинская премия;
- 2015 - лонг-лист премии Ясная Поляна (премия);
- 2016 - шорт-лист Премия Горького;
- 2016 - шорт-лист Премия «За верность Слову и Отечеству».